# Marie Novello

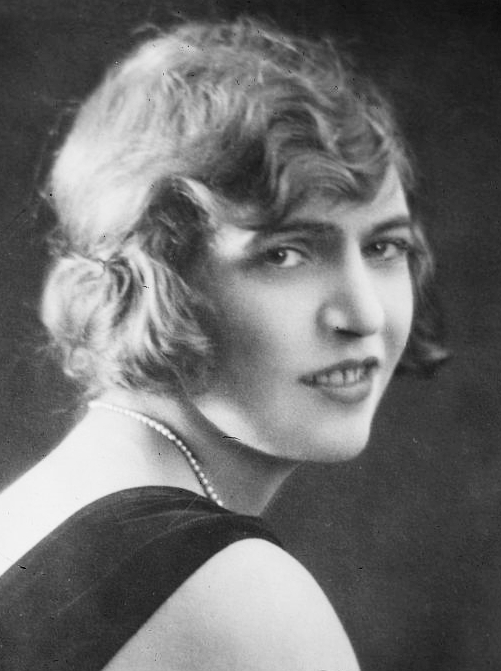
Marie Novello

Marie Novello (Maesteg, 31 maart 1884 - Londen, 21 juni 1928) was een Britse (Welsh) pianiste. Haar carrière begon als wonderkind met concerten in Engeland en Wales. Na haar studies trad zij ook elders in Europa en in de Verenigde Staten op. Novello overleed op jonge leeftijd aan keelkanker.

## Levensloop
Marie Novello werd geboren als Marie Williams, dochter van William Thomas Williams en Anne Bedlington Kirkhouse. De naam Novello nam zij aan nadat zij was geadopteerd door haar pianolerares Clara Novello Davies. Zij was het die het grote muzikale talent van Marie ontdekte en verder ontwikkelde. Zij was het ook die Marie al op jonge leeftijd liet optreden. Met succes, want in 1907 behaalde Marie een eerste prijs tijdens het Eisteddfod, het driejaarlijkse muziekfestival in Cardiff, waar Ferruccio Busoni een van de juryleden was.
Hierna nam haar carrière een grote vlucht. Marie Novello werd onder de hoede van Percy Harrison geplaatst, een impresario die met een groep jonge musici concerten organiseerde in alle delen van het Verenigd Koninkrijk. In 1908 nam ze deel aan zo'n tournee van Harrisons gezelschap. Het jaar daarop maakte zij haar Londense debuut tijdens de Proms. Hier speelde ze samen het het Queen's Hall Orchestra onder leiding van Sir Henry Wood het eerste pianoconcert van Liszt. Tot 1914 zou Marie Novello jaarlijks naar de Proms terugkeren, met werken van Liszt, Mendelssohn en Saint-Saëns.
Tussen de bedrijven door werkte ze aan verbetering van haar techniek en haar muzikale kennis. Novello wilde in Duitsland les nemen bij Theodor Leschetizky. De bejaarde pianist en docent wees haar aanvankelijk af, waarbij het feit dat Novello uitsluitend Engels sprak een belangrijke reden was. Novello leerde Duits en werd alsnog aangenomen.
Na de Eerste Wereldoorlog begon ze aan een internationale carrière, die haar ook in de Verenigde Staten bracht. In 1922 trad Novello onder meer in Chicago en New York op.
In eigen land trad ze ook veelvuldig op. Op concertaffiches werd Novello Britain’s Premier Pianiste genoemd en dat maakte haar tot een publiekstrekker. Haar concerten gaf ze vaak in provinciale theaters, meer nog dan in concertzalen. Haar spel werd door critici geprezen, maar er was ook kritiek, vooral op een beperkte diepgang en technische tekortkomingen. Ook een zekere impulsiviteit werd haar verweten.
In 1926 speelde Novello in Queen's Hall het eerste pianoconcert van Tsjaikovski en het pianoconcert van Grieg, in beide gevallen met Bruno Walter als dirigent. Ze had er succes mee en speelde alsof haar leven ervan afhing, aldus een krantenartikel uit die periode. Dat bleek letterlijk te zijn: haar gezondheid was slecht en uiteindelijk werd keelkanker geconstateerd, de ziekte waaraan Novello in 1928 overleed.

## Repertoire en plaatopnamen
Marie Novello speelde tijdens haar concerten veel muziek van romantische componisten. Naast de al genoemde Liszt, Mendelssohn, Saint-Saëns, Tsjaikovski en Grieg, stonden ook werken van Beethoven en Chopin regelmatig op haar programma's. Daarnaast speelde ze regelmatig korte stukken uit achttiende, negentiende en twintigste eeuw. Van de modernen uit haar tijd, was Debussy een frequent terugkerende naam. Ook maakte ze furore met een Rhapsody on Tipperary voor piano en orkest van de Britse componist Frank Tapp (geboren in 1883). Novello bracht het stuk in première en speelde het in het hele land.
Als populaire pianiste maakte Marie Novello veel grammofoonplaten. Al in het akoestische tijdperk verschenen talrijke opnamen, vooral voor het label Edison Bell. Het waren vooral korte stukken die op één of twee plaatkanten pasten. Als enige compositie met orkest, nam ze Mendelssohns eerste pianoconcert op.
Na de komst van de elektrische opnametechniek, kwam Novello onder contract bij His Master's Voice. Vanwege haar ziekte nam ze slechts een enkele plaat op.
Van de opnamen van Marie Novello is weinig op cd verschenen.
- Gemeinsame Normdatei: 1026671140
- International Standard Name Identifier: 0000 0000 4645 1174
- Library of Congress Control Number: no98015898
- MusicBrainz: 8e0dda4f-ead7-46dc-8851-c8cecfcd94af
- Nationale Bibliotheek van Israël: 987007337741605171
- Virtual International Authority File: 41451757
- WorldCat: E39PBJgRWTCpwP3T9tWm3yBVmd